# Ковалівка (Миргородський район)
Ковалі́вка — село в Україні, у Великосорочинській сільській громаді Миргородського району Полтавської області. Населення становить 895 осіб. Колишній орган місцевого самоврядування — Ковалівська сільська рада.

## Географія

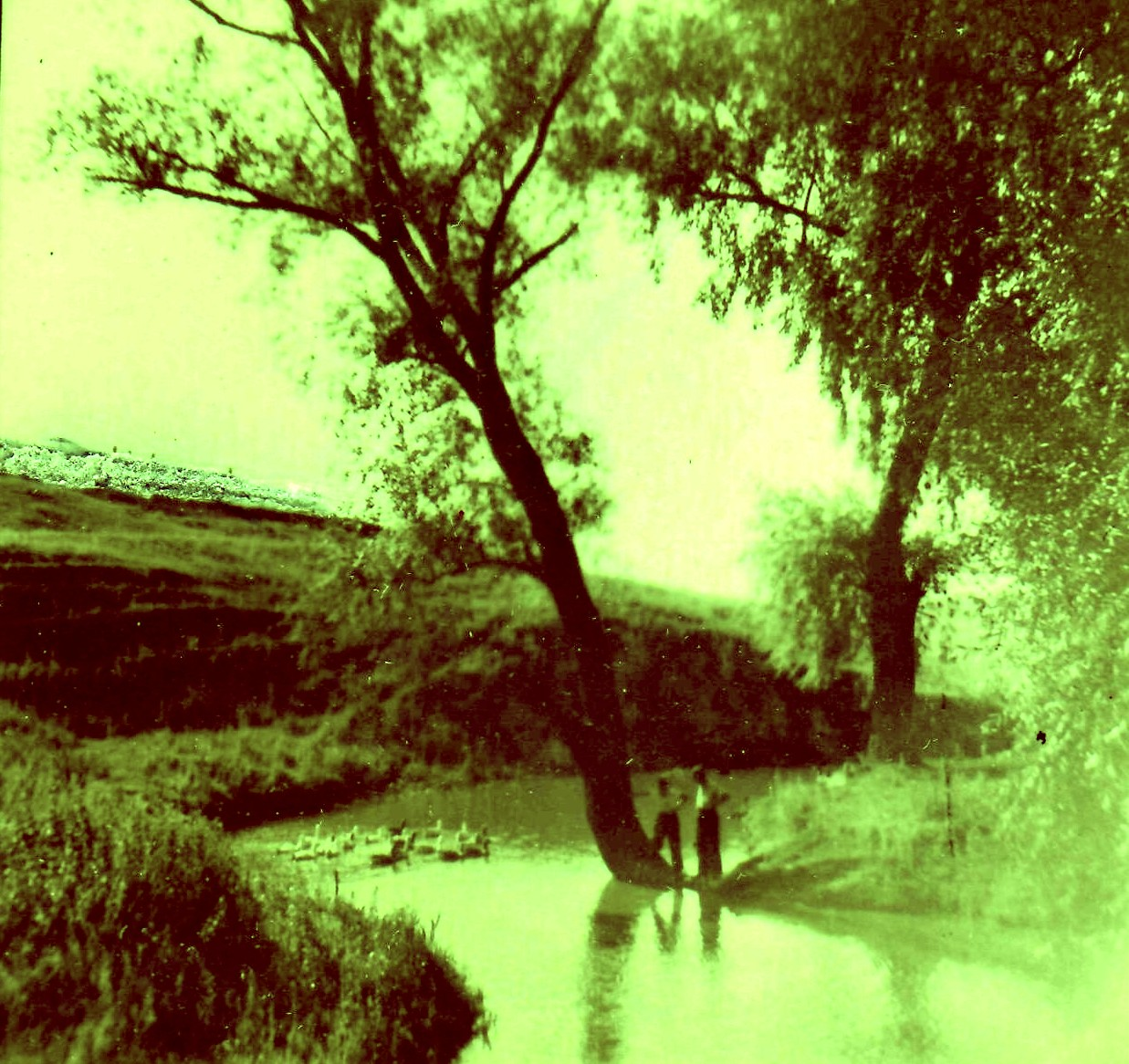
Річка Стеха у Ковалівці, 1959 рік

Село Ковалівка знаходиться на березі річки Стеха, вище за течією на відстані 2,5 км розташоване село Вертелецьке, нижче за течією на відстані 0,5 км розташоване село Климове. На річці зроблена загата. Поруч з селом протікає річка Грунь-Ташань. До села примикає лісовий масив (сосна).

## Символіка
Враховуючи місцеву геральдику та з метою відновлення давньої символіки було розроблено герб та прапор Ковалівки.
Герб Ковалівки: на зеленому полі зі срібного півмісяця виходить золотий хрест з розширеними раменами, над ними — обабіч по срібній 8-ми променевій зірці.
Прапор Ковалівки: квадратне зелене полотнище, у центрі з білого півмісяця виходить жовтий хрест із розширеними раменами, у верхніх кутах — по білій 8-ми променевій зірці.
Дана символіка затверджена 10.06.2005 року рішенням сімнадцятої сесії сільської ради четвертого скликання .

## Історія

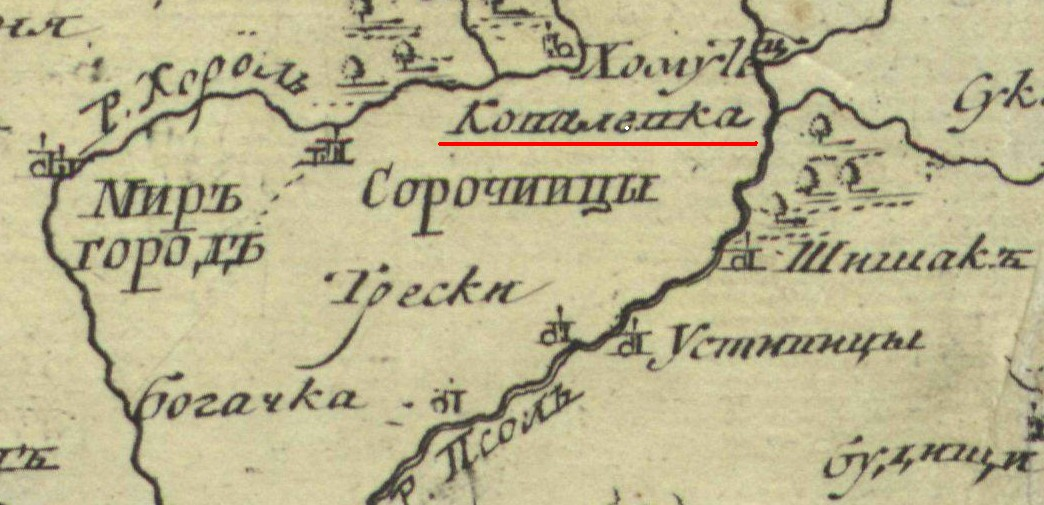
Ковалівка на карті Російської імперії 1745 року.

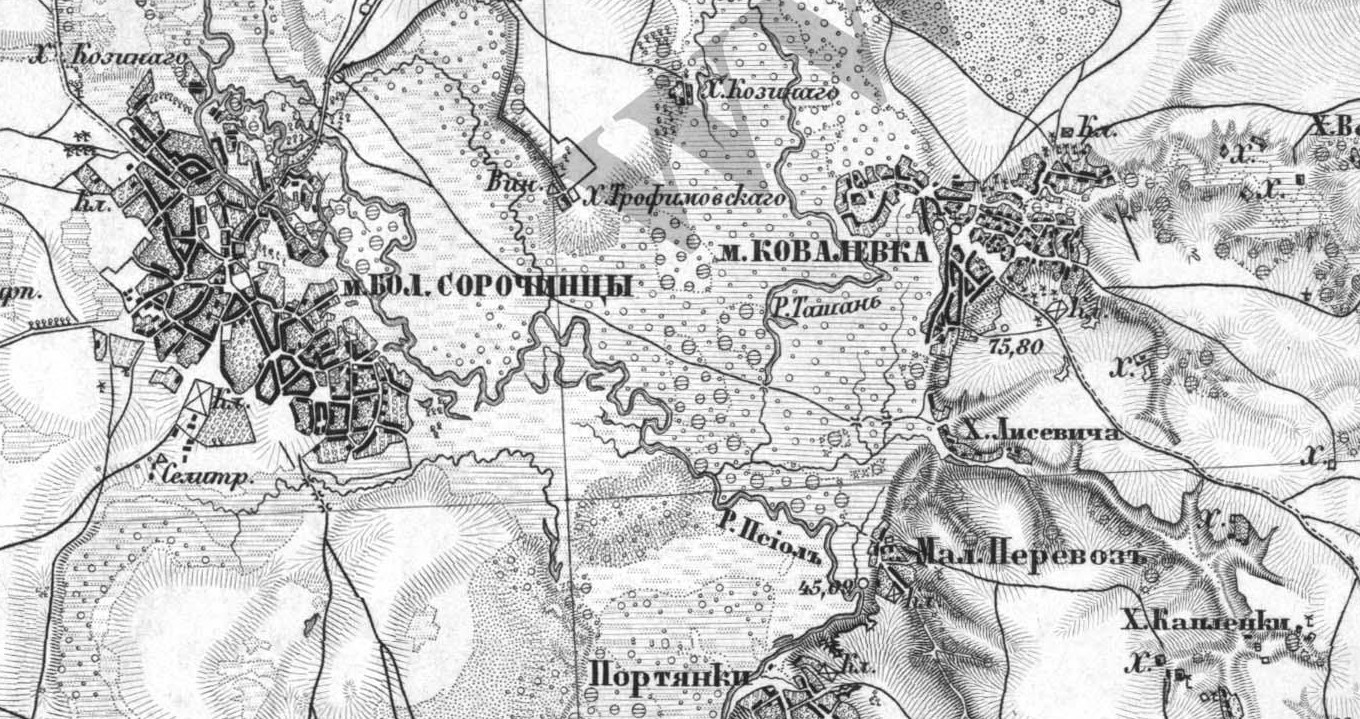
Містечко Ковалівка на карті 1863 року

Ковалівка від середини 17 століття була сотенним містечком .
На 1725 рік (на той час Ковалівська сотня входила до Гадяцького полку) зображений тогочасний символ містечка — півмісяць з хрестом і дві 8-ми променеві зірки. Пізніше (у 1740-х — 1750-х рр.) символіка герба дещо спростилася: у щиті — великий хрест із сяйвом.
Зі знищенням полкового-сотенного устрою в Лівобережній Україні, Ковалівська сотня до 1782 року припинила своє існування. У 1781—1796 роках Ковалівка була у складі Миргородського повіту Київського намісництва. За описом 1787 року у містечку Ковалівка було 2076 душ. Було у власності різного звання казених людей, козаків і власників: графа Кирила Григоровича Розумовського, сотника Лисевича, військових товаришів Кирила і Павла Дем'яновичів та Івана Фурси.
На 1859 рік у містечку Ковалівка було 2 православних церкви, Сільське управління, проходило 3 ярмарки на рік. Налічувалося 1573 мешканця чоловічої та 1632 жіночої статі, дворів — 446.
На 1914 рік у селі було три школи, вісім учителів. У земській та церковній школах діти навчалися три роки, у міністерській — п'ять. Серед ковалівців нараховувалось 997 неписьменних. У селі діяло три церкви.
Влітку 1917 року, під час відпочинку у Хатках, у Ковалівку приїжджав і виступав Володимир Короленко.
На початку 1918 року у Ковалівці на короткий час було встановлено більшовицьку владу .
Першу семирічну школу відкрито 1920 року.
1923 року було створено Ковалівський район до якого входили населені пункти: Ковалівка, Романки, Загрунівка, Бірки, Троянівка, Дейкалівка, Кирило-Ганнівка, Човно-Федорівка, Воскобійники, Михайлики.
У жовтні 1924 року Ковалівський район реорганізований і Ковалівка стала центром сільської ради. 1928 комуністи почали заганяти самостійних господарів до крпіацьких артілей, частину людей депортували з України, а 1932 вдалися до масових убивств голодом. І лише 1936 заново відкрита лікарня на 20 ліжок, пологовий будинок, розширено приміщення амбулаторії, нарешті відкрито аптеку.
Ковалівська семирічна школа була реорганізована в середню 1938, але навчання у старших класах комуністи зробили платним і люди змушені були йти горбатися на комуністичні лани.
Голодоморний колгосп «За врожай» розділився на три окремі колгоспи: «Переможець», «Червона зірка», «Більшовик». Грошей там не платили, а за роботу без вихідних ставили «паличку».
У вересні 1941 року німецькі війська звільнили Ковалівку від сталінсько-колгоспної влади. З війни не повернулося 260 ковалівчан. 22 вересня 1943 року сталіністи почали масово обстрілювати село, підірвали вибухівкою два приміщення середньої школи, лікарню, спалили три ферми, 50 будинків. 1946 росіяни почали знову голодоморити людей, по Ковалівці багато було пухлих.
Ковалівський район існував до 3 липня 1947 року.
У 1950 році три колгоспи об'єдналися в одне господарство — колгосп ім. Жданова, який згодом перейменований на «Перше травня». 
У 1976 році у колгоспі було 23 трактори різних марок, 16 комбайнів, 12 автомашин. У селі працювало 27 спеціалістів різних галузей з вищою освітою.
1999 року було проведено реформування сільськогосподарського підприємства та проведено розподіл земель на земельні частки .

## Економіка
- «Прометей-2000», ПП.
- «Укрнафтогазтехнологія-Буд», ТОВ.

## Об'єкти соціальної сфери
- Школа.
- Будинок культури.

## Особистості
- Присецький Іван Миколайович — політичний та громадський діяч Російської імперії, депутат I Державної Думи, член партії конституційних демократів.
- Богомолець Софія Миколаївна — українська революціонерка-народниця. Одна з очільниць ліворадикальної народницької організації "Південно-російський робітничий союз
- Гармаш Юрій Тимофійович — радянський, український кінооператор, оператор-постановник близько 30 художніх фільмів; член Правління Гільдії кінооператорів, член Спілки кінематографістів України, член Європейської асоціації кінооператорів I.M.A.G.O. Заслужений діяч мистецтв України.
- Зуб Петро Григорович, уродженець села Ковалівки — поет і композитор.
- Наріжний Костянтин Григорович, 1927 р.н., житель села Ковалівка, вчитель, письменник, член спілки письменників України.
- Юшко Наталія Матвіївна,1935 р.н., жителька с. Ковалівка, учителька-пенсіонерка, нагороджена орденом Жовтневої революції за багаторічну працю на освітянській ниві, якій віддала 40 років, та досягнення високих показників у справі навчання та виховання молодого підростаючого покоління.
- Антоненко Олександра Іванівна, 1945 р.н., сільський голова, кавалер ордена Княгині Ольги ІІІ ст., яким нагороджена за активну громадську роботу, за високий професіоналізм в розбудові соціально-економічного розвитку об'єктів соціальної сфери сільської громади. Вона 23 роки працювала учителем Ковалівської загальноосвітньої школи І-ІІІ ст. і вже понад 20 років — Ковалівським сільським головою.

Нагороджені орденом Червоного Прапора:
- ОнішкоМарія Макарівна, 1936 р.н., член ланки — за багаторічну працю та вагомі здобутки по вирощенню сільськогосподарської продукції

Нагороджені орденом «Знак пошани»:
- Лейченко Катерина Григорівна, 1923 р.н., агроном, нині пенсіонерка, за досягнення високих врожаїв сільськогосподарських культур. Багато скликань обиралась депутатом сільської ради, має активну громадську позицію.
- Волик Петро Іванович, 1921 р.н., агроном-овочівник, колишній голова колгоспу, народився і все життя прожив у рідному с. Ковалівка, учасник бойових дій у ДСВ.
- Кураченко Ганна Єгорівна, 1927 р.н., перша жінка-трактористка Ковалівки, народилася жила і працювала все життя у Ковалівці.

Нагороджені орденом трудової слави ІІІ ступеня:
- Коломієць Марія Іванівна